# روژه کارل (بازیگر)
روژه کارل (انگلیسی: Roger Karl; ۲۹ آوریل ۱۸۸۲ – ۴ مهٔ ۱۹۸۴) بازیگر اهل کشور فرانسه بود. وی بین سال‌های ۱۹۲۹ تا ۱۹۷۱ میلادی فعالیت می‌کرد.
از فیلم‌هایی که وی در آن نقش داشته‌است می‌توان به طلا، لوکرتزیا بورجیا، نبرد، کاگلیوسترو، مواد مخدر و مأموریت ویژه اشاره کرد.